# Flammerécourt
Flammerécourt är en kommun i departementet Haute-Marne i regionen Grand Est (tidigare regionen Champagne-Ardenne) i nordöstra Frankrike. Kommunen ligger i kantonen Doulevant-le-Château som tillhör arrondissementet Saint-Dizier. År 2022 hade Flammerécourt 71 invånare.

## Befolkningsutveckling
Antalet invånare i kommunen Flammerécourt
| Referens: INSEE |